# Microfossile
Les microfossiles sont des fossiles de petites tailles, dont l'étude requiert des moyens techniques différents de ceux mis en œuvre dans l'étude des « macrofossiles » (ie. des fossiles classiques, de taille supérieure à quatre ou cinq millimètres).
L'étude des microfossiles, réalisée par les paléontologues, se divise en deux branches :
- la micropaléontologie s'intéresse aux microfossiles à parois minérales (tests ou squelettes de micro-organismes, débris ou pièces de microfossiles, d'origine animale ou végétale)[1] ;
- la palynologie s'intéresse aux microfossiles à parois organiques.

## Liste de microfossiles
Microfossiles à parois minérales
- Foraminifères
- Ostracodes
- Calpionelles
- Métazoaires
  - Algues calcaires
  - Charophytes
  - Ptéropodes
  - Tentacularides
- Nannofossiles
  - Nannoconus
- Microfossiles siliceux
  - Coccolithes
  - Radiolaires
  - Diatomées
- Microfossiles formés d'apatite
  - Conodontes

Microfossiles à parois organique (Palynomorphes)
- Spores et Pollens
- Dinophycées
- Acritarches
- Chitinozoaires
- Cryptospores
- Scolécodontes

## Microtableaux
« Vers la fin du XIXe siècle, les microscopes sont devenus accessibles à un bien plus grand nombre qu’auparavant et certains naturalistes ont pu se les offrir. Des passionnés se sont alors lancés dans des travaux qui nécessitent une très grande dextérité et une infinie patience: la réalisation de tableaux microscopiques à partir d’éléments microscopiques tels que frustules de diatomées, tests de radiolaires (microfossiles siliceux), écailles d’ailes de papillons ».

## Galerie

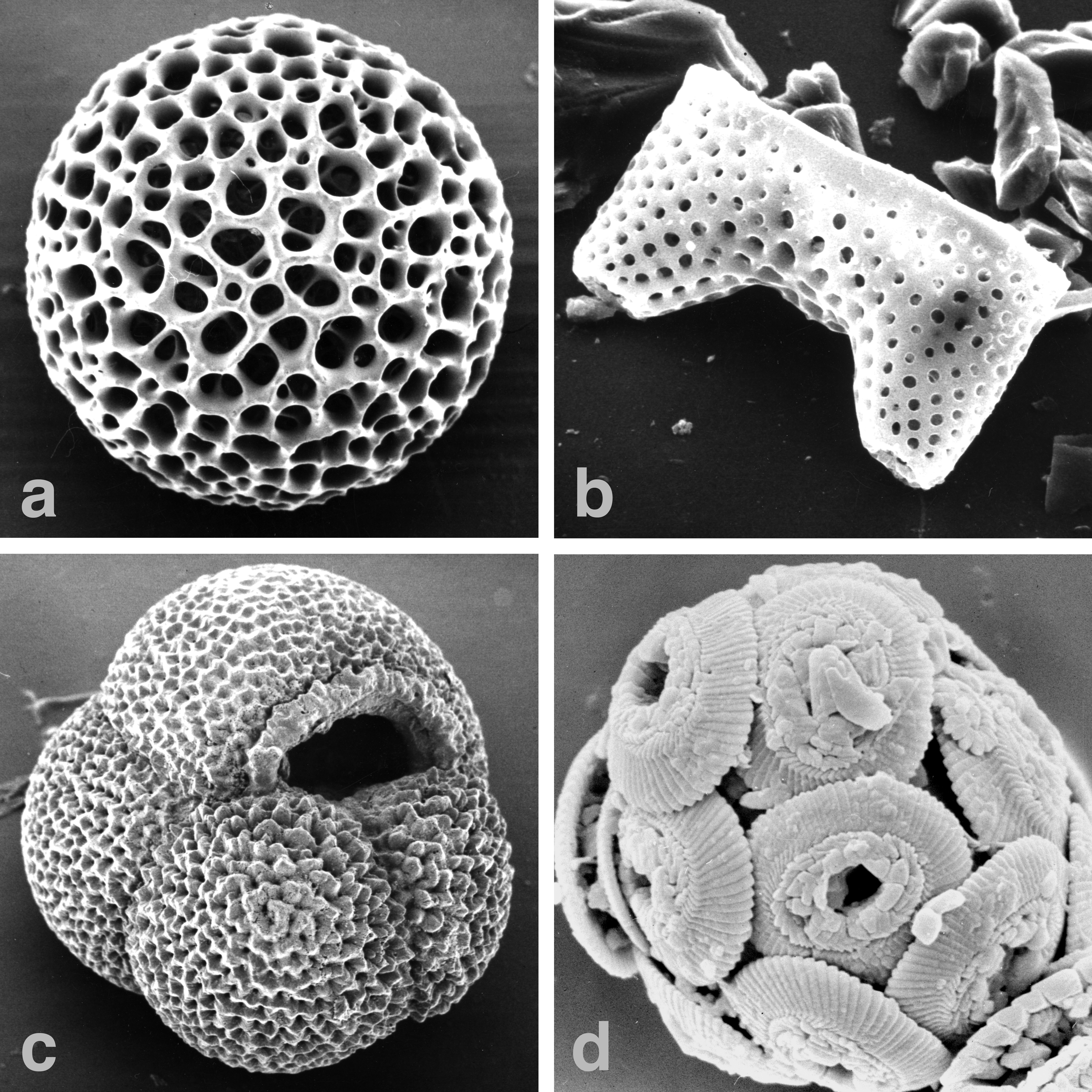
Plancton fossile
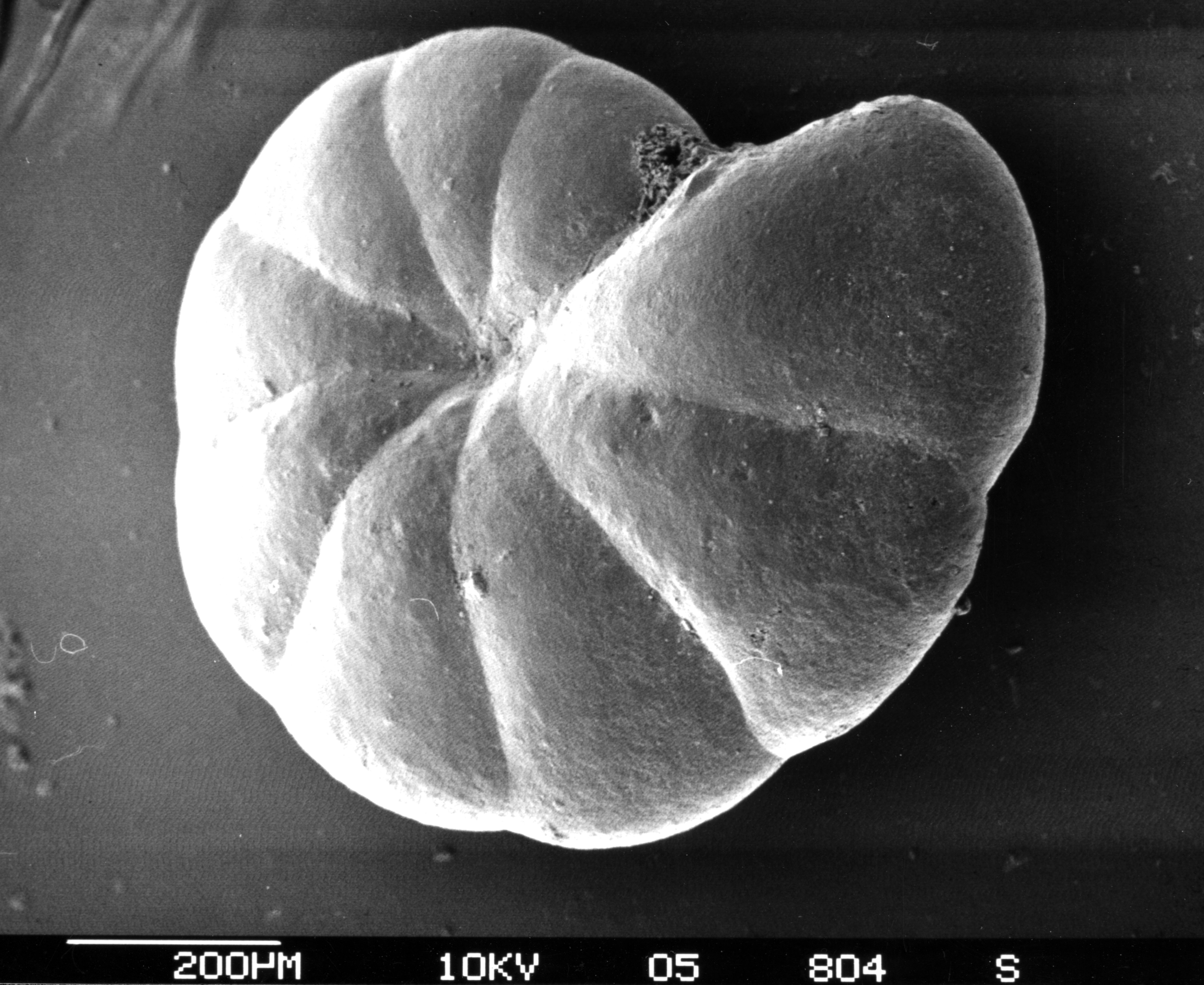
Foraminifère benthique Cibicidoides
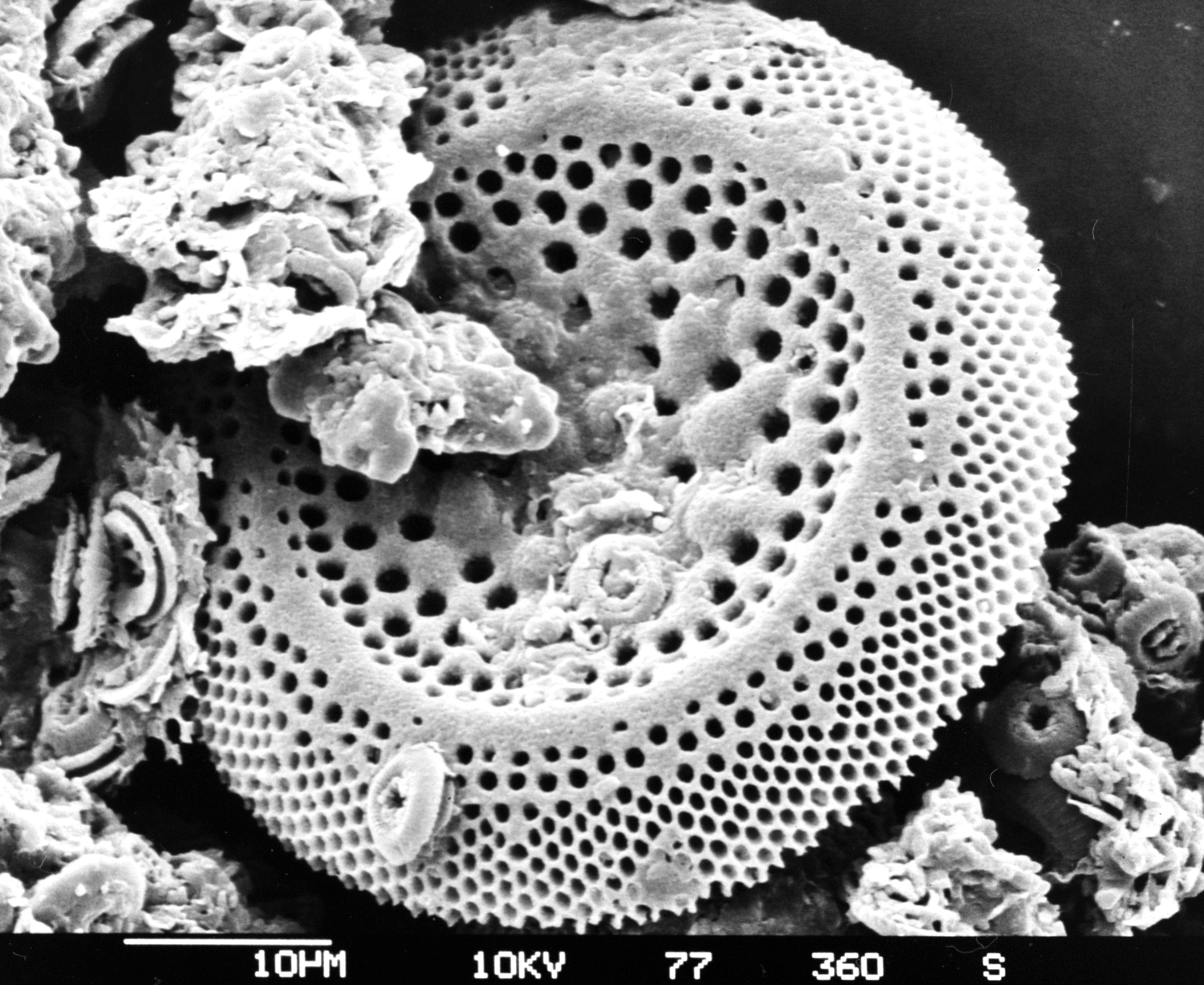
Diatomée fossile
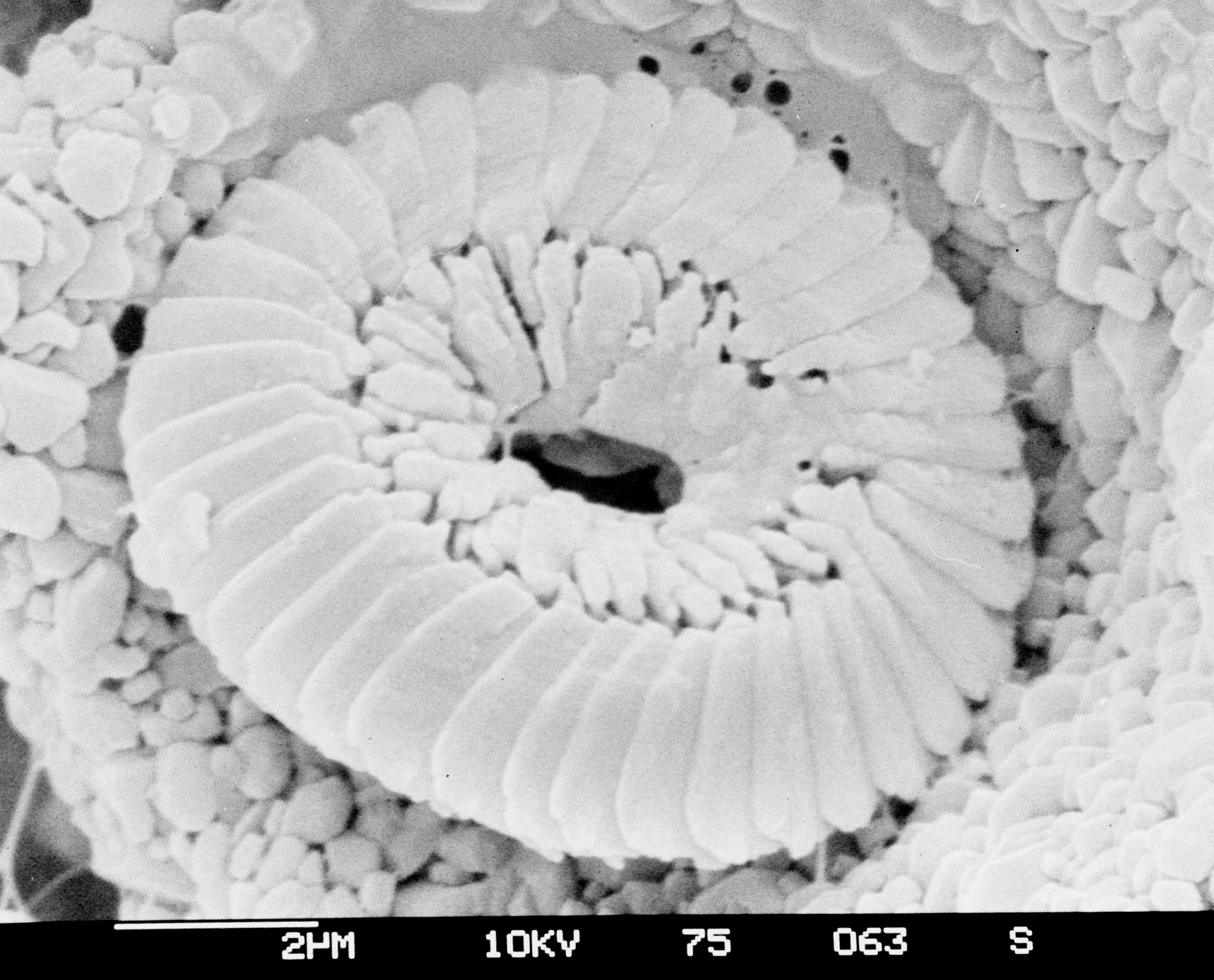
Coccolithus pelagicus